# ماركو فيليز
ماركو فيليز (بالإنجليزية: Marco Vélez)‏ (26 يونيو 1980 بكارولينا، بورتوريكو في الولايات المتحدة - ) هو لاعب كرة قدم بورتوريكي في مركز الدفاع. شارك مع منتخب بورتوريكو لكرة القدم. أما مع النوادي، فقد لعب مع نادي تورونتو وPuerto Rico Islanders ‏ وSeattle Sounders (1994–2008) ‏ وIMG Academy Bradenton ‏.

## وصلات خارجية
- ماركو فيليز على موقع الدوري الأمريكي (الإنجليزية)
- ماركو فيليز على موقع قاعدة بيانات كرة القدم.إي يو (الإنجليزية)
- ماركو فيليز على موقع ناشيونال فوتبول تيمز (الإنجليزية)